# John Cleese

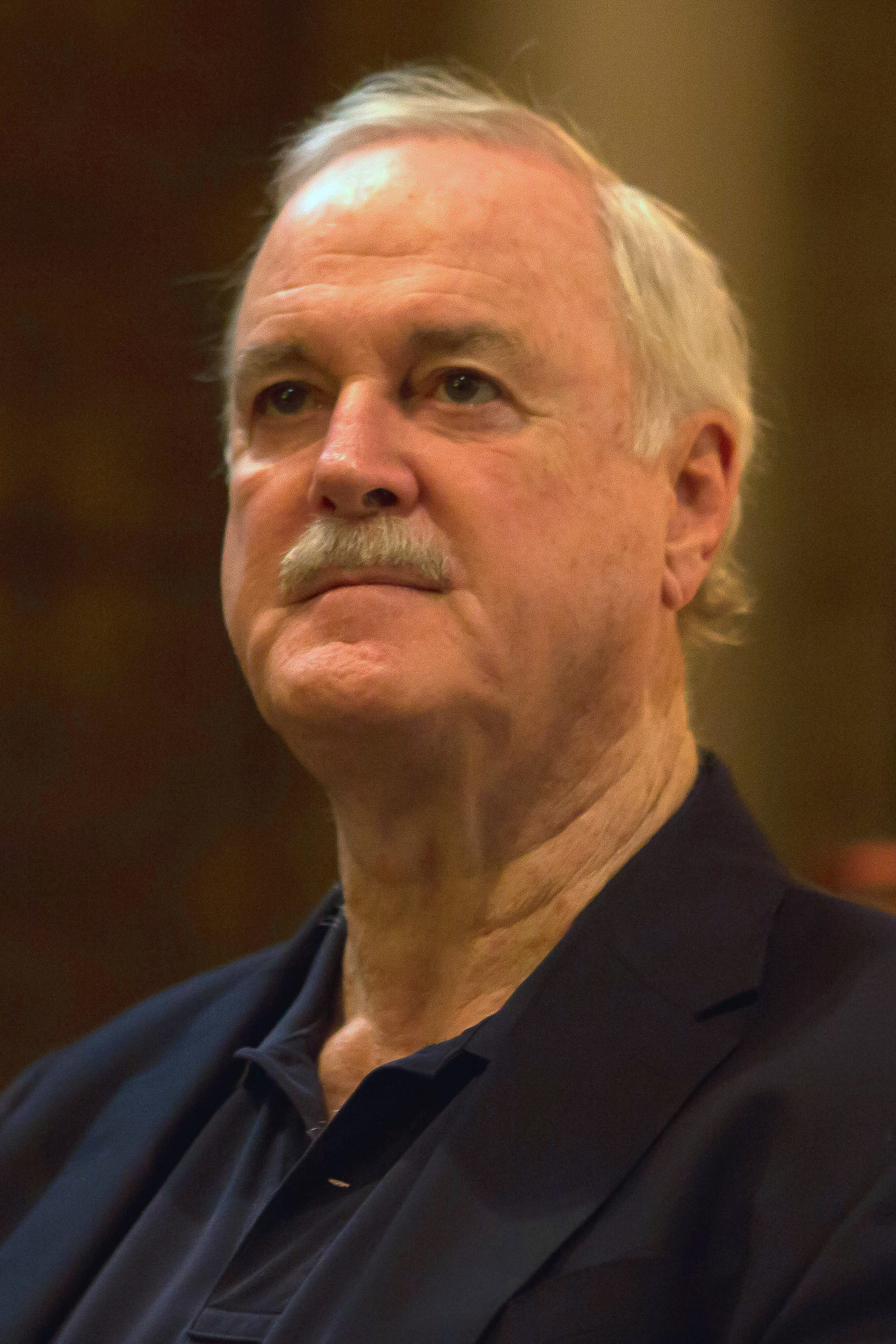
John Cleese, 2014

John Marwood Cleese (* 27. Oktober 1939 in Weston-super-Mare, Somerset, England) ist ein britischer Komiker, Schauspieler, Drehbuchautor und Synchronsprecher. Berühmt wurde er als Mitglied der Komikergruppe Monty Python, außerdem war er mit der Fernsehserie Fawlty Towers und Filmen wie Ein Fisch namens Wanda oder Clockwise – Recht so, Mr. Stimpson erfolgreich.

## Leben
Die Eltern von John Cleese gehörten der Mittelschicht an und ermöglichten ihrem Sohn eine Privatausbildung. Sein Vater Reginald Francis Cleese hieß ursprünglich Cheese (deutsch: Käse), änderte seinen Nachnamen jedoch 1915, nachdem er in die Armee eingetreten war. Schon im Alter von zwölf Jahren war John 183 cm groß, ein Jahr später sogar 196 cm und damit ausgewachsen. Die vielen Witze über seine Größe waren ein gutes Training für seinen Humor und seine Schlagfertigkeit. Cleese sammelte Witze und war ein treuer Hörer der Radio-Comedy Goon Show, in der unter anderem Peter Sellers auftrat.
John Cleese studierte Jura am Downing College in Cambridge. Er war Mitglied der erfolgreichen Cambridge Footlights, bei denen er sein komödiantisches Talent weiter ausleben konnte, wie auch das spätere Monty-Python-Mitglied Graham Chapman. Nach seinem Universitätsabschluss schrieb Cleese für die BBC und ging mit der Cambridge Footlights Revue auf Tournee in Neuseeland und den USA. Dort lernte er Terry Gilliam kennen, ein weiteres späteres Monty-Python-Mitglied. Nach seiner Rückkehr aus den Staaten trat Cleese in der Radiocomedy I’m Sorry I’ll Read That Again der BBC auf, die mehrere Jahre erfolgreich lief.
Erste Fernsehauftritte folgten, er arbeitete mit Marty Feldman und den weiteren späteren Monty-Python-Mitgliedern Eric Idle, Terry Jones und Michael Palin zusammen. 1969 wurde dann erstmals Monty Python’s Flying Circus ausgestrahlt. Die Gruppe hatte überwältigenden Erfolg mit ihrem farcenhaften und grotesken Humor. Cleese trat in weit über hundert verschiedenen Rollen auf, parodierte aber meist den distanziert-verklemmten, Emotionen fürchtenden Engländer der besseren Gesellschaft.
Nach drei Staffeln verließ Cleese die Show, arbeitete aber an weiteren Monty-Python-Projekten außerhalb des TV-Formats mit. 1975 produzierte er die Sitcom Fawlty Towers, die ebenso erfolgreich wurde. Er spielt darin den cholerischen und misanthropischen Besitzer eines kleinen englischen Hotels in Torquay, Basil Fawlty, der seinen Hass auf das Leben an Mitarbeitern und Gästen auslässt und mit jedem seiner Vorhaben grandios scheitert, wofür er stets den anderen die Schuld gibt.
Cleese gründete dann die Produktionsfirma Video Arts und war mit geistreich-ironischen Schulungsvideos für Manager erfolgreich. Zusammen mit dem Familientherapeuten Robin Skynner schrieb er psychologische Ratgeber. Bis zum heutigen Tage entwickelt er auch populärwissenschaftliche Fernsehsendungen.

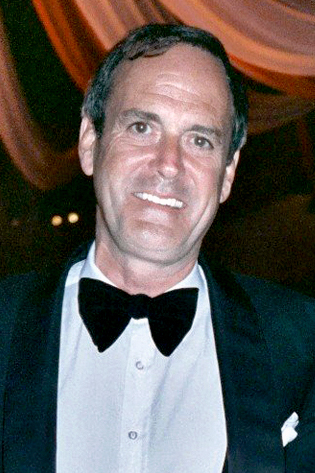
Cleese bei der Oscar-Verleihung 1989

Seinen größten Erfolg hatte er 1988 mit dem von ihm geschriebenen und co-inszenierten Spielfilm Ein Fisch namens Wanda (A Fish Called Wanda), in dem er erneut den typischen gefühlsgehemmten Engländer spielt. Die Gangsterkomödie kam bei Kritik und Publikum gleichermaßen an und erhielt eine Reihe bedeutender Auszeichnungen (darunter auch eine Oscar-Nominierung für Cleese als besten Drehbuchautor; sein Nebendarsteller Kevin Kline erhielt den Oscar für die beste Nebenrolle). Sein zweiter Spielfilm Wilde Kreaturen (Fierce Creatures) kam 1996 in die Kinos. Wie schon in Ein Fisch namens Wanda spielte Cleese an der Seite von Kevin Kline, Jamie Lee Curtis und Michael Palin, der Film fand aber nicht annähernd so viel Beifall. Cleese hat danach kein weiteres Spielfilm-Drehbuch mehr geschrieben und hat es mehrfach als Fehler bezeichnet, Wilde Kreaturen gemacht zu haben. Als er 2008 von seinem Freund, dem Regisseur und Restaurantkritiker Michael Winner, gefragt wurde, was er denn anders machen würde, wenn er die Chance hätte, sein Leben noch einmal zu leben, ging Cleese sogar so weit zu sagen: „Ich hätte Alyce Faye Eichelberger [seine dritte Ehefrau] nicht geheiratet und ich hätte Wilde Kreaturen nicht gedreht.“
Cleese ist auch durch zwei weitere Rollen bekannt geworden: die des Fast Kopflosen Nick in den Verfilmungen der Harry-Potter-Romane und die Rolle des R, des Waffenentwicklers James Bonds und Nachfolgers von Q in zwei Filmen der Serie.
Er ist, wie seine Fernsehdokumentationen zeigen, sehr an Bildung und Wissensvermittlung interessiert. Von 1970 bis 1973 war er Rektor der Universität St Andrews und ist immer noch Gastprofessor an der Cornell University in New York. Cleese setzt sich für den Erhalt der vom Aussterben bedrohten Lemuren ein. Zum Dank für sein Engagement wurde 2005 eine Lemurenart nach ihm benannt (Avahi cleesei).
Die neuseeländische Stadt Palmerston North benannte 2007 eine Müllhalde nach ihm. Der Komiker hatte die Stadt zuvor als „Selbstmord-Hauptstadt Neuseelands“ bezeichnet. Palmerston North, das eine für Neuseeland durchschnittliche Selbstmordrate hat, taufte die Halde in Mount Cleese um.
2008 begann er zusammen mit seiner Tochter Camilla an einer Musical-Version seines Spielfilms Ein Fisch namens Wanda zu arbeiten. Erstmals seit dem 1996er Film Wilde Kreaturen schrieb er auch wieder an einem Drehbuch (Arbeitstitel: Taxing Times). Co-Autorin war die Irin Lisa Hogan, mit der er seit langem befreundet ist und die schon in Wilde Kreaturen zu sehen war. Cleese zufolge geht es dabei um „die Anstrengungen, die einige Leute unternehmen, um keine Steuern zu zahlen. […] [Das Buch] basiert auf dem, was mir passierte, als ich mir meine britische Rente auszahlen ließ und nach Santa Barbara zog.“ 2014 erschien seine Autobiografie So, Anyway ….
Im Herbst 2020 gehörte er zu den Erstunterzeichnern des Appells für freie Debattenräume.

### Privates
John Cleese war zehn Jahre lang mit der US-amerikanischen Schauspielerin Connie Booth verheiratet, die auch in Monty Python’s Flying Circus Auftritte hatte und in Fawlty Towers das Zimmermädchen Polly spielte. Ihre gemeinsame Tochter Cynthia Cleese spielte eine kleine Rolle in Ein Fisch namens Wanda und in Wilde Kreaturen. Cleese und Booth arbeiteten auch nach ihrer Scheidung zusammen an der zweiten Fawlty-Towers-Staffel und sind bis heute befreundet. Barbara Trentham – ebenfalls eine US-amerikanische Schauspielerin – heiratete Cleese 1981. 1984 bekam das Paar die Tochter Camilla. Die Ehe wurde 1990 geschieden.
Am 28. Dezember 1992 heiratete John Cleese die US-amerikanische Psychotherapeutin Alyce Faye Eichelberger, 1999 wanderte er nach Kalifornien aus. Das Paar, das keine gemeinsamen Kinder hat, trennte sich im Januar 2008. Das Scheidungsverfahren wurde in Großbritannien aufmerksam verfolgt, da Eichelberger eine Abfindung in Höhe von 13,5 Millionen Euro erhielt.
Im August 2012 heiratete Cleese auf der karibischen Insel Mustique die 31 Jahre jüngere Jennifer Wade. Cleese lebt seit 2018 auf Nevis in der Karibik.
Cleese beschäftigt sich mit existenziellen Fragen und geht davon aus, dass die menschliche Existenz nach dem Tod nicht endet. Er glaubt, dass es ein Leben nach dem Tod gibt. Diese Annahme habe aber „nichts mit Religion zu tun, sondern mit Wissenschaft“. Vor allem die Arbeiten des Neurowissenschaftlers Bruce Greyson, der Nahtoderfahrungen erforscht, hätten ihn zu dieser Überzeugung geführt.

## Trivia
- Die Stimme von John Cleese wurde in Deutschland meistens von Thomas Danneberg synchronisiert.
- Der meistbenutzte Spruch von John Cleese in Flying Circus war: And now for something completely different.
- Im Movie Park Germany wurden für die Attraktion Time Riders zur Anleitung der Besucher mehrere Videosequenzen mit John Cleese gedreht.
- Cleese hegt eine Begeisterung für die deutsche Sprache. Mit seinem ersten selbst verdienten Geld nahm er Deutschstunden.[12]

## Filmografie (Auswahl)

### Fernsehen

#### Serien, Fernsehfilme und Shows
- 1966–1967: The Frost Report
- 1967: At Last the 1948 Show
- 1968: Mit Schirm, Charme und Melone (Gastrolle)
- 1968: How to Irritate People
- 1969–1974: Monty Python’s Flying Circus
- 1975, 1979: Fawlty Towers
- 1980: Der Widerspenstigen Zähmung
- 1982: Whoops Apocalypse
- 1987: Cheers (Folge 5x21)
- 1997: Saturday Night Live
- 1997: Hinterm Mond gleich links (Gastrolle)
- 2003–2004: Will & Grace (Gastrolle)
- 2010: Entourage (Gastrolle)
- 2023: LOL: Last One Laughing (Gast, 4. Staffel, Folge 4)

#### Dokumentationen
- 2001: The Human Face
- 2004: Wine for the Confused
- 2005: Power of the Sun
- 2006: The Art of Football from A to Z
- 2011: John Cleese Live – The Alimony Tour 2011

### Filme
- 1969: Magic Christian (The Magic Christian – Drehbuch und Nebenrolle)
- 1971: Monty Pythons wunderbare Welt der Schwerkraft (And Now for Something Completely Different)
- 1974: Romance with a Double Bass
- 1975: Die Ritter der Kokosnuß (Monty Python and the Holy Grail)
- 1977: Sherlock Holmes oder Der sonderbare Fall vom Ende der Zivilisation (The Strange Case of the End of Civilization as We Know It)
- 1979: Das Leben des Brian (Life of Brian)
- 1981: Die große Muppet-Sause (The Great Muppet Caper)
- 1981: Time Bandits
- 1982: Monty Python Live at the Hollywood Bowl
- 1983: Der Sinn des Lebens (The Meaning of Life)
- 1983: Dotterbart (Yellowbeard)
- 1985: Silverado
- 1986: Clockwise – Recht so, Mr. Stimpson (Clockwise)
- 1988: Ein Fisch namens Wanda (A Fish called Wanda)
- 1989: Erik der Wikinger (Erik the Viking)
- 1989: The Big Picture
- 1990: Bullseye – Der wahnwitzige Diamanten Coup (Bullseye!)
- 1993: Und ewig schleichen die Erben (Splitting Heirs)
- 1994: Das Dschungelbuch
- 1994: Mary Shelley’s Frankenstein
- 1997: Wilde Kreaturen (Fierce Creatures)
- 1997: George – Der aus dem Dschungel kam (George of the Jungle, Stimme)
- 1999: James Bond 007 – Die Welt ist nicht genug (The World Is Not Enough)
- 1999: Schlaflos in New York (The Out-of-Towners)
- 2000: Ist sie nicht großartig? (Isn't She Great)
- 2000: Der Zauberpudding (The Magic Pudding, Stimme)
- 2001: Rat Race – Der nackte Wahnsinn (Rat Race)
- 2001: Harry Potter und der Stein der Weisen (Harry Potter and the Philosopher’s Stone)
- 2002: Harry Potter und die Kammer des Schreckens (Harry Potter and the Chamber of Secrets)
- 2002: James Bond 007 – Stirb an einem anderen Tag (Die Another Day)
- 2002: Pluto Nash – Im Kampf gegen die Mondmafia
- 2003: Abgezockt! (Scorched)
- 2003: 3 Engel für Charlie – Volle Power (Charlie’s Angels: Full Throttle)
- 2004: Shrek 2 – Der tollkühne Held kehrt zurück (Shrek 2)
- 2004: In 80 Tagen um die Welt (Around the World in 80 Days)
- 2006: Man About Town
- 2007: Shrek der Dritte (Shrek the Third)
- 2008: Der Tag, an dem die Erde stillstand (The Day the Earth Stood Still)
- 2009: Der rosarote Panther 2 (The Pink Panther 2)
- 2009: Planet 51 (Stimme)
- 2010: Für immer Shrek (Stimme)
- 2010: Spud
- 2011: Winnie Puuh (Winnie Pooh, Stimme)
- 2012: Der Pirat – Legende: Held – Kaviar-König (God loves Caviar)
- 2013: Spud 2
- 2013: Planes (Stimme)
- 2014: Spud 3
- 2015: Zufällig allmächtig (Absolutely Anything, Stimme)
- 2016: Albion: Der verzauberte Hengst (Albion: The Enchanted Stallion)
- 2016: Trolls (Stimme)
- 2017: Elliot – Das kleinste Rentier (Elliot the Littlest Reindeer, Stimme)
- 2019: Arctic Justice: Thunder Squad (Arctic Dogs, Stimme)
- 2020: The Very Excellent Mr. Dundee
- 2021: Clifford, der große rote Hund (Clifford the Big Red Dog)
- 2021: Father Christmas Is Back
- 2023: The Palace

### Sonstiges
- Cleese wirkte außerdem bei Mike Oldfields Tubular Bells 2003 mit, wo er am Ende des Stücks Finale die einsteigenden Instrumente ansagt.
- Auch auf dem Album A Valid Path (2004) von Alan Parsons hatte Cleese in dem Stück Chomolungma einen Gastauftritt.
- In der 2005 eröffneten Attraktion Time Riders im Movie Park Germany spielt er den Wissenschaftler Dr. Wells
- Cleese spricht ebenfalls den Butler namens Jasper in dem Spiel Fable III, das am 29. Oktober 2010 in Deutschland erschien.
- Seit dem 8. Oktober 2016 spielt und spricht er den Butler namens Aldstone im Spiel Payday 2.[13]

## Auszeichnungen

### Fernsehen
- 1967: The Frost Report: Rose d’Or auf dem Fernsehfestival in Montreux als Schauspieler
- 1969: Monty Python’s Flying Circus: Nominierung für den britischen Society of Film and Television Arts Award (später BAFTA Award) als Drehbuchautor und Schauspieler
- 1970: Monty Python’s Flying Circus: Nominierung für den Society of Film and Television Arts Award als Schauspieler
- 1975: Fawlty Towers: Nominierung für den Society of Film and Television Arts Award als Schauspieler
- 1979: Fawlty Towers: BAFTA Award als Schauspieler
- 1986: Cheers: Emmy als Gastschauspieler
- 1991: Preis der Zeitung Aftonbladet für die beliebteste männliche Fernsehpersönlichkeit
- 1997: Hinterm Mond gleich links (3rd Rock from the Sun): Emmy-Nominierung als Gastschauspieler
- 2001: The Human Face: Emmy-Nominierung als Drehbuchautor und Moderator
- 2002: Sir Peter Ustinov Award des Fernsehfestivals in Banff
- 2003: Will & Grace: Emmy-Nominierung als Gastschauspieler
- 2019: Deutscher Comedypreis (Lebenswerk International)

### Filme
- 1986: Clockwise – Recht so, Mr. Stimpson: Evening Standard British Film Award als Schauspieler
- 1988: Ein Fisch namens Wanda (A Fish Called Wanda): Oscar-Nominierung, BAFTA-Nominierung, David-di-Donatello-Preis, Edgar-Allan-Poe-Award-Nominierung und Writers-Guild-of-America-Award-Nominierung als Drehbuchautor – British Academy Film Award und Golden-Globe-Nominierung als Schauspieler
- 2002: Harry Potter und die Kammer des Schreckens (Harry Potter and the Chamber of Secrets): Phoenix-Film-Critics-Society-Award-Nominierung als Castmitglied.

## Autobiografie
- So anyway--. Random House, New York City 2014.
  - deutsch von Yvonne Bidal: Wo war ich nochmal?, eine Autobiografie. Blessing Verlag, München 2015, ISBN 978-3-89667-505-7.